# CERES (satellite)
Pour les articles homonymes, voir Cérès.
Ne doit pas être confondu avec le projet CERES («Clouds and the Earth's Radiant Energy System»)
CERES (CapacitÉ de Renseignement Électromagnétique Spatiale) est un programme français de satellites militaires d'écoute électronique chargé de collecter du renseignement d'origine électromagnétique. Cette mission est développée pour le compte de la direction générale de l'Armement (DGA) par Airbus Defence and Space et Thales Alenia Space. Formant une constellation, les trois exemplaires de Ceres sont lancés le 16 novembre 2021 lors du vingtième tir du lanceur Vega.

## Historique
La collecte du renseignement électromagnétique est un outil stratégique pour la France. Afin de maîtriser cette technologie, le CNES fait développer et lancer les satellites Essaim et ELISA. Ces démonstrateurs permettent de fixer le cadre d'un programme opérationnel appelé CERES. Comme ses prédécesseurs, CERES est constitué de satellites volant en formation, ce qui permet de trianguler la position des émetteurs au sol. Les 3 satellites permettent de détecter, de positionner et de caractériser les émetteurs radar et de télécommunication. 
Airbus Defence and Space est responsable de l’intégration du système complet et du segment spatial comprenant les trois satellites, tandis que Thales est responsable de toute la chaîne de mission et la performance du système, allant de la charge utile embarquée au segment terrestre utilisateur. En outre, Thales Alenia Space a fourni à Airbus les plateformes des satellites. Le coût du programme est estimé à 400 millions d'euros. 
Les trois satellites formant CERES doivent être placés en orbite par un lanceur Vega qui est commandé à Arianespace en janvier 2016. À la suite d'une anomalie sur un boîtier, qui a nécessité une reprise totale du matériel, il est annoncé en octobre 2019 que le lancement d'un premier satellite prévu en 2020 est reporté à 2021,. Le tir a lieu le 16 novembre 2021 pour lancer les 3 satellites en même temps. Ils sont utilisés opérationnellement pour la première fois lors de l'invasion de l'Ukraine par la Russie au printemps 2022.

## Fonctionnement
CERES comprend trois satellites identiques parcourant une orbite terrestre basse identique. Les trois satellites volent à proximité les uns des autres en captant les signaux électromagnétiques émis par exemple par des radars. Par triangulation, la source de l'émission peut être localisée.

## Caractéristique techniques
Les satellites, d'une masse unitaire d'environ 500 kg, utilisent une plate-forme EliteBus développée par la société Thales Alenia Space. Celle-ci est conçue pour des satellites jusqu'à 550 kg de masse circulant en orbite basse ou moyenne et disposent de panneaux solaires pouvant fournir jusqu'à 2 500 watts.